# هارون ديلوش
هارون ديلوش (بالإنجليزية: Aaron DeLoach)‏ هو لاعب كرة قدم أمريكي، ولد في 13 ديسمبر 1983 في سانت لويس في الولايات المتحدة. لعب مع Charlotte Eagles ‏.